# Barbara Lee
Barbara Jean Lee (født 16. juli 1946 i El Paso, Texas) er repræsentant for det Demokratiske Parti i USA.
Hun er mest kendt for at være den eneste repræsentant i USAs Kongres som stemte mod Irak-invasionen. Dette gjorde hende til en helt for de som var mod Irak-krigen.